# Demi Busatta Cabrera
Demi Busatta Cabrera (Cabo Coral, Florida, 4 de noviembre de 1990) es una política estadounidense, afiliada al Partido Republicano. Actualmente, se desempeña como miembro de la Cámara de Representantes de Florida por el 114.º distrito.

## Educación
Busatta Cabrera obtuvo una licenciatura en Ciencias de la Universidad Estatal de Florida.

## Carrera
Antes de ingresar a la política, Busatta Cabrera trabajó como directora de desarrollo sin fines de lucro. Más tarde se desempeñó como jefa de personal de la senadora estatal Anitere Flores y trabajó en la oficina del Sargento de Armas del Senado de Florida.
Busatta Cabrera fue elegida para la Cámara de Representantes de Florida y asumió el cargo el 3 de noviembre de 2020. Durante su mandato en la Cámara, Busatta Cabrera ha patrocinado legislación para mitigar el aumento del nivel del mar en comunidades frente al mar.
En agosto de 2021, superó los $82.800 recaudados para su campaña de reelección de 2022.
En las elecciones de 2022 resultó reelecta con el 56,4% de los votos.

## Vida personal
Demi Busatta Cabrera contrajo matrimonio con Kevin Marino Cabrera. Ella es católica.

## Resultados electorales

### Cámara de Representantes de Florida
|  | 54.39 % |

|  | 56.40 % |

|  | 58.36 % |